# 1926 Slavery Convention
1926 Slavery Convention (Convention to Suppress the Slave Trade and Slavery) är ett internationellt traktat initierat av Nationernas förbund, signerat 25 september 1926.
Traktatet följde på Brussels Conference Act of 1890, som hade riktat sig mot slavhandeln från Afrika. Denna kompletterades av Convention of Saint-Germain-en-Laye 1919, som syftade till att totalförbjuda alla former av slaveri och all slavhandel på land och till sjöss. 1926 Slavery Convention följde på denna och dess syfte var att bekräfta och fullfölja totalförbudet mot alla former av slaveri och slavhandel. Den kompletterade även International Agreement for the suppression of the White Slave Traffic från 1904, som hade adresserat vit slavhandel.
Förenta Nationerna hade företagit en informell utredning om slaveri och slavhandeln 1922-1923, som ledde vidare till en formell utredning i form av Temporary Slavery Commission (TSC) 1924-1925, som i sin slutrapport hade rekommenderat att en ny konvention skulle utarbetas för att förbjuda alla lagliga former av slaveri. 
Arbetet ledde vidare till utarbetandet av 1926 Slavery Convention, som stöddes av Anti Slavery Society.
Traktatet riktade sig vid denna tid främst mot den då pågående slavhandeln på Arabiska halvön, och utgjorde incitament för britterna att slutgiltigt säkerställa att inga former av slaveri längre förekom någonstans i det brittiska imperiet eller de brittiska protektoraten. 
NF bildade 1932 Committe of Experts on Slavery för att undersöka efterlevnaden av konventionen.
1926 Slavery Convention gäller fortfarande. Dess principer fick ytterligare stöd då slaveri förklarades som ett brott mot de mänskliga rättigheterna i FN:s deklaration om de mänskliga rättigheterna 1948, och kompletterades i Supplementary Convention on the Abolition of Slavery 1956. 